# Sigmund Gottlieb

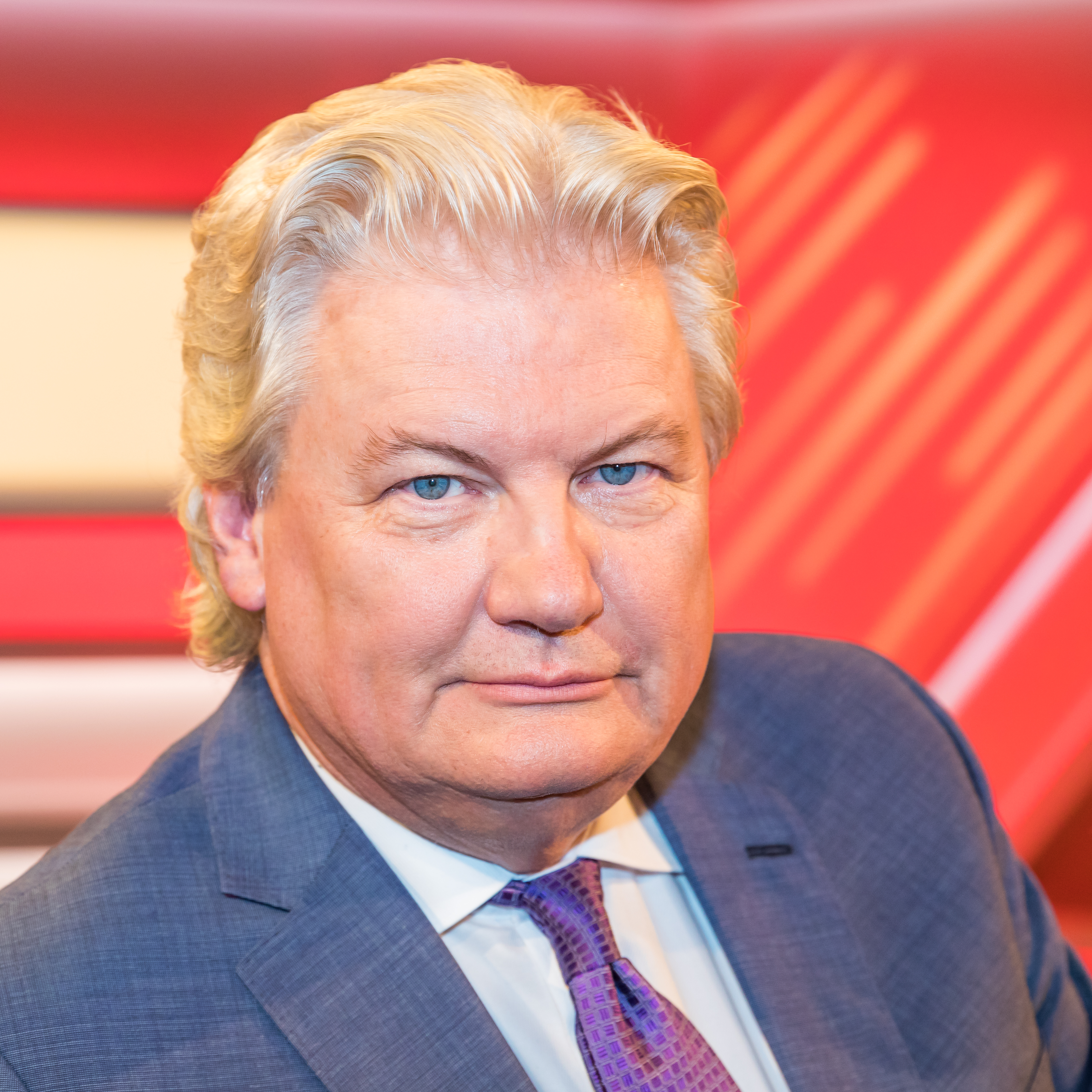
Sigmund Gottlieb, 2018

Sigmund Gottlieb (* 21. Oktober 1951 in Nürnberg) ist ein deutscher Journalist. Er war von 1995 bis 2017 Chefredakteur des Bayerischen Fernsehens. Gottlieb steht der CSU nahe.

## Herkunft und Ausbildung
Sigmund Gottlieb wuchs als Kind des Lehrers Heinz Gottlieb und seiner Frau Edith Gottlieb in Nürnberg auf. Er besuchte dort das Gymnasium und machte 1971 Abitur. Er studierte an der Friedrich-Alexander-Universität Erlangen-Nürnberg Politikwissenschaft, Neuere Geschichte sowie Germanistik und absolvierte 1977 das Staatsexamen. Bereits als Schüler schrieb Gottlieb Zeitungsartikel und während seines Studiums wurde er als freier Mitarbeiter Kommentator der Nürnberger Zeitung.

## Beruflicher Werdegang

### Vom Münchner Merkur zum ZDF
Nach einem Volontariat beim Münchner Merkur wurde Gottlieb bei der Zeitung 1978 Redakteur für Innenpolitik. Später arbeitete er als Sprecher und Kommentator der Nachrichtensendung Rundschau im Bayerischen Fernsehen und wechselte 1981 zum ZDF, zunächst als Korrespondent im Landesstudio München und 1986 im Hauptstadtstudio Bonn. 1988 stieg Gottlieb zum stellvertretenden Redaktionsleiter und Moderator des ZDF-heute-journals in Mainz auf.

### Bayerisches Fernsehen
Ab 1991 arbeitete Gottlieb wieder für das Bayerische Fernsehen in München, bis 1995 als stellvertretender Chefredakteur und Leiter des Programmbereichs „Politik und Zeitgeschehen“. Von 1995 bis 2017 war er Chefredakteur, von 2001 bis 2014 darüber hinaus stellvertretender Fernsehdirektor des BR.
Gottlieb war einer der präsentesten Kommentatoren in den ARD-Tagesthemen und Moderator aktueller Brennpunkt-Sendungen im Ersten. Außerdem präsentierte er insbesondere vor und nach Wahlen Interviews und Diskussionsrunden mit Spitzenpolitikern, dies sowohl im Bayerischen Fernsehen als auch in den ARD-Wahlrunden. Bis 2000 moderierte er gemeinsam mit Marion von Haaren die ARD-Interview-Reihe Farbe bekennen. Von 2003 bis 2017 moderierte er die politische Talkshow Münchner Runde.
Am 4. Dezember 2014 berief der BR-Rundfunkrat Sigmund Gottlieb erneut bis zum Eintritt in den Ruhestand am 31. März 2017 als Chefredakteur des Bayerischen Fernsehens und Leiter des Programmbereichs Politik. Gleichzeitig fungierte er seit 2014 als Stellvertreter des BR-Informationsdirektors.

### Weitere Tätigkeiten
Von 1989 bis 1991 unterrichtete Gottlieb als Lehrbeauftragter am Institut für Publizistik der Johannes Gutenberg-Universität Mainz. Im Mai 2005 ernannte ihn der bayerische Wissenschaftsminister Thomas Goppel zum Honorarprofessor für das Fachgebiet Journalismus an der Fachhochschule Amberg-Weiden.
Gottlieb hatte über mehrere Jahre einen Lehrauftrag an der Universität Passau zum Thema „Qualität in den Medien“. Seit Februar 2017 ist er Mitglied des Universitätsrates der Universität Passau, seine Amtszeit läuft bis Ende Januar 2025. Sigmund Gottlieb ist Stiftungsrat der Universität Passau und Vorstand des Neuburger Gesprächskreises für Wissenschaft und Wirtschaft. 2025 startete der Podcast Sagen wie es ist mit Jan Fleischhauer.
Gottlieb ist Publizist, Buchautor und Berater. Darüber hinaus ist Gottlieb Mitglied des Präsidiums im Wirtschaftsbeirat Bayern.

## Auszeichnungen
1998 erhielt Sigmund Gottlieb zusammen mit Wolfgang Kenntemich den Hans-Klein-Medienpreis der Fernseh Akademie Mitteldeutschland. Das Preisgeld floss in eine Stiftung, mit der bis heute ausländische Studentinnen und Studenten unterstützt werden. Am 17. Oktober 1999 wurde Gottlieb mit dem Bayerischen Fernsehpreis stellvertretend für die gesamte Redaktion für die Kosovo-Berichterstattung des Bayerischen Fernsehens geehrt und 2001 mit dem Sparlöwen des Bundes der Steuerzahler in Bayern. Außerdem wurde ihm im Dezember 2000 die Bayerische Verfassungsmedaille in Silber und 2001 die Goldene Rosine des Vereins „Bürger fragen Journalisten“ verliehen. Am 14. Juli 2005 überreichte ihm Edmund Stoiber im Antiquarium der Münchner Residenz den Bayerischen Verdienstorden. Am 7. Mai 2008 erhielt er die Bayerische Europa-Medaille.
Seit 2021 ist Sigmund Gottlieb Ehrensenator der Universität Passau.

## Kritik
Die Nähe Gottliebs zur CSU war wiederholt Thema in der Presse. Großen Widerhall in den Medien erntete Gottlieb, als er am Abend der bayerischen Landtagswahl 2013 ein Statement von Sigmar Gabriel abrupt unterbrach. Gabriels Äußerungen, so Gottlieb, seien „doch alle sehr erwartbar“. Mit der Begründung, „ein bisschen für Abwechslung“ zu sorgen, präsentierte Gottlieb daraufhin ein Porträt über Horst Seehofer mit dem Hinweis, Seehofer sei der Mann, der der CSU „ihren Stolz zurückgeben konnte“. Ein Video mit dem Titel „sigmundwillabwechslung“ wurde ein Hit im Netz.
Der Kabarettist Helmut Schleich parodierte in seinen Programmen als Interviewer und Journalist Traugott Sieglieb regelmäßig den seinerzeitigen BR-Chefredakteur Gottlieb.

## Privates
Sigmund Gottlieb ist in zweiter Ehe mit der Managerin Nagia El-Sayed verheiratet.

## Publikationen
- So nicht! Klartext zur Lage der Nation. Langen Müller Verlag, München 2022, ISBN 978-3-7844-3598-5.
- Stoppt den Judenhass! Hirzel Verlag, Stuttgart 2020, ISBN 978-3-7776-2843-1.
- Wie der Kunde wieder König wird. Rosenheimer Verlagshaus, Rosenheim 2019, ISBN 978-3-475-54831-4.
- Medien auf dem Prüfstand. Ein Interviewbuch. Wochenschau Verlag, Frankfurt/M. 2019, ISBN 978-3-7344-0697-3.
- Sag mir, wo die Werte sind. Die neue deutsche Sehnsucht. Coll. Rolf Heyne, München 2005, ISBN 3-89910-283-5.
- Die „Münchner Runde“ – oder: die Quadratur des Kreises. In: Sascha Michel, Heiko Girnth (Hrsg.): Polit-Talkshows – Bühnen der Macht. Ein Blick hinter die Kulissen. Bouvier, Bonn 2009, ISBN 978-3-416-03280-3, S. 94–104.
- Mutprobe. Zivilcourage kann man lernen. Rosenheimer Verlagshaus, Rosenheim 2010, ISBN 978-3-475-54046-2.

## Einzelbelege
1. 1 2  Sigmund Gottlieb: Abschied vom BR (archivierte Version). Bayerischer Rundfunk, 14. März 2017, archiviert vom Original am 22. März 2017; abgerufen am 22. Februar 2022.  Info: Der Archivlink wurde automatisch eingesetzt und noch nicht geprüft. Bitte prüfe Original- und Archivlink gemäß Anleitung und entferne dann diesen Hinweis.
2. ↑  BR-Rundfunkrat entscheidet über Personalien. Bayerischer Rundfunk, 4. Dezember 2014, abgerufen am 15. Juni 2015.
3. ↑  Honorarprofessor an der FH. Oberpfälzer Wochenzeitung, 25. Mai 2005, archiviert vom Original am 2. April 2015; abgerufen am 15. Juni 2015.
4. ↑  Amtszeiten Universitätsleitung und Organe der Universität Passau. uni-passau.de, 20. Oktober 2021, abgerufen am 25. November 2021.
5. ↑  Anja Schuster: Vorstandswechsel beim Neuburger Gesprächskreis. uni-passau.de, 25. August 2020, abgerufen am 27. August 2022.
6. ↑  Die Tagespost: 1. Bundestagswahl, Wahlkampf und der Bierbank-Test ~ Fleischhauer und Gottlieb: Sagen wie es ist Podcast. Abgerufen am 16. Juni 2025.
7. ↑  Präsidium Wirtschaftsbeirat Bayern. wbu.de, abgerufen am 27. August 2022.
8. ↑  Wenn zwei Chefredakteure fünfzigtausend Mark „verschenken“ … Technische Universität Chemnitz, 21. Januar 2000, abgerufen am 23. Januar 2016.
9. ↑  Sigmund Gottlieb als Chefredakteur bestätigt. Bayerischer Rundfunk, 25. März 2010, abgerufen am 15. Juni 2015.
10. ↑  Europaminister Dr. Markus Söder zeichnet verdiente Persönlichkeiten mit der Bayerischen Europa-Medaille aus. Bayerische Staatsregierung, 7. Mai 2008, abgerufen am 15. Juni 2015.
11. ↑  Sebastian Christ: Das ist Sigmund Gottlieb. 'The Huffington Post, 2. Juli 2015, abgerufen am 17. Februar 2017.
12. ↑  Bernward Loheide: Sigmund Gottlieb wird 65. Augsburger Allgemeine, 16. Oktober 2016, abgerufen am 17. Februar 2017.
13. ↑  Katharina Riehl: Letzte Worte. Süddeutsche Zeitung, 16. Februar 2017, abgerufen am 17. Februar 2017.
14. ↑  Tumblr: Sigmund Gottlieb sorgt für Abwechslung. focus.de, 17. September 2013, archiviert vom Original (nicht mehr online verfügbar) am 18. Februar 2017; abgerufen am 17. Februar 2017.  Info: Der Archivlink wurde automatisch eingesetzt und noch nicht geprüft. Bitte prüfe Original- und Archivlink gemäß Anleitung und entferne dann diesen Hinweis.
15. ↑  Sigmund sorgt für Abwechslung. tumblr.com, abgerufen am 17. Februar 2017.
16. ↑  Helmut Schleichs „SchleichFernsehen“: Die Lust an der Verkleidung. merkur.de, 2. Juni 2011, abgerufen am 23. Januar 2016.
17. ↑  Helmut Schleich – Ein Kini beim BR zu Gast. Mediathek br.de, 20. Juli 2015, archiviert vom Original am 23. Januar 2016; abgerufen am 23. Januar 2016.

| Personendaten    | Personendaten                                                  |
| ---------------- | -------------------------------------------------------------- |
| NAME             | Gottlieb, Sigmund                                              |
| KURZBESCHREIBUNG | deutscher Journalist, Chefredakteur des Bayerischen Fernsehens |
| GEBURTSDATUM     | 21. Oktober 1951                                               |
| GEBURTSORT       | Nürnberg                                                       |